# Mick Lynch
Michael (Mick) Lynch (1962) is een Brits syndicalist en vakbondsbestuurder. Van 2021 tot 2025 was hij algemeen secretaris van de transportvakbond National Union of Rail, Maritime and Transport Workers (RMT). Tijdens de Britse spoorwegstakingen van 2022–2024 en dankzij Lynch' no-nonsense media-optredens, groeide hij uit tot een nationale bekendheid.